# Carnival Freedom
El Carnival Freedom es un crucero de la clase Conquest operado por Carnival Cruise Line. Es el buque operativo número 22 de la flota y el último de los buques de la clase Conquest. El barco fue construido como parte de un acuerdo de cuatro barcos con el astillero Marghera de Fincantieri y fue botado en Venecia, Italia el 28 de abril de 2006. Fue entregado a Carnival el 28 de febrero de 2007.

## Historial operativo

### Incendio del embudo el 26 de mayo de 2022

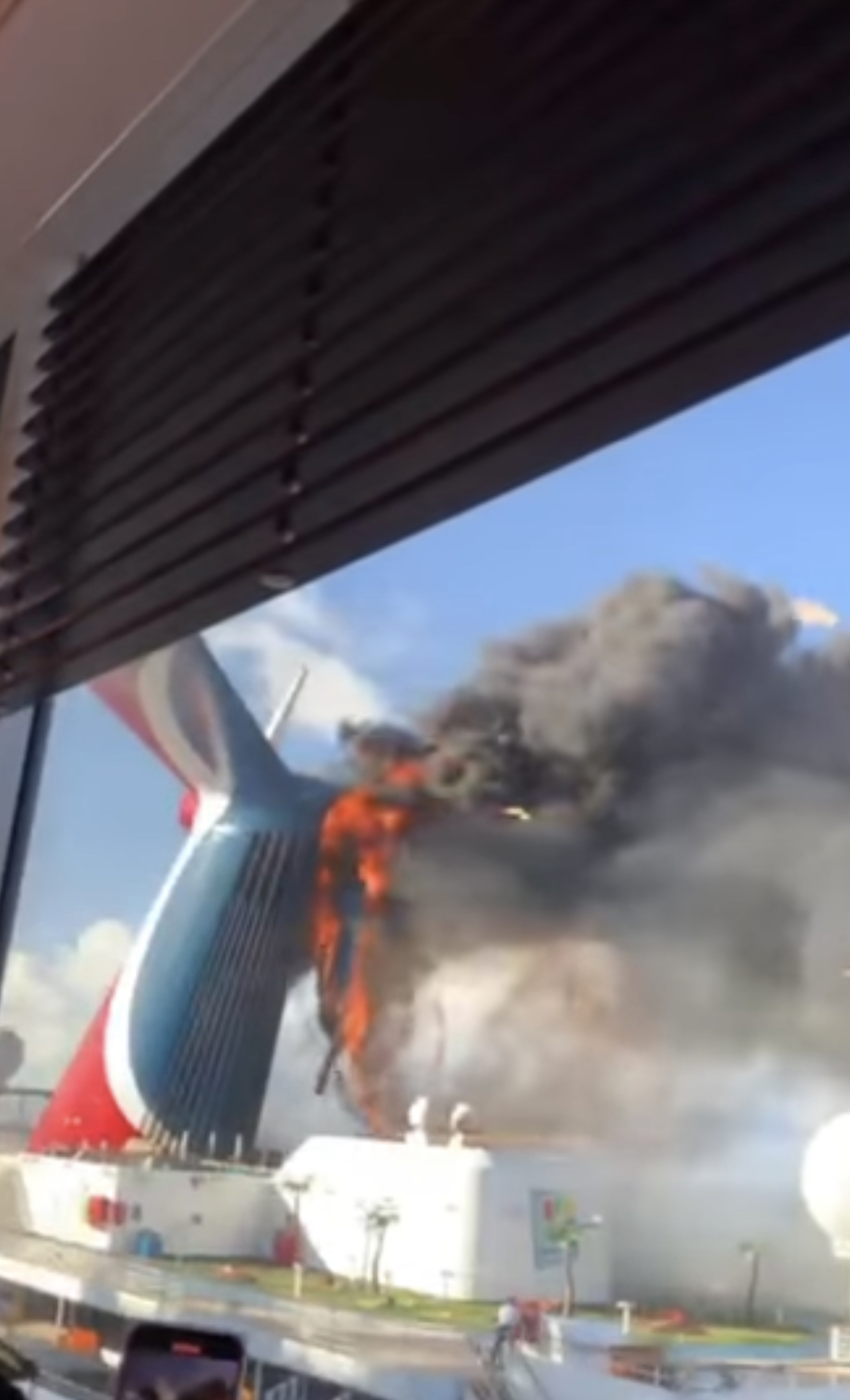
El embudo del Carnival Freedom en llamas

El 26 de mayo de 2022, el Carnival Freedom sufrió un gran incendio en su embudo mientras estaba atracado en la isla Gran Turca. El incendio se extinguió sin que se reportaran heridos. Se produjeron daños importantes en parte de la chimenea, en el lado de estribor. Se permitió a los invitados y miembros de la tripulación desembarcar, como se planeó originalmente en Gran Turca.
En la noche del 26 de mayo de 2022, Carnival anunció a través de una carta a los invitados que el Carnival Freedom permanecería en Gran Turca con pasajeros a bordo. El Carnival Conquest estaba programado para embarcar pasajeros del Carnival Freedom ya que el barco no regresaría a Puerto Cañaveral. Después del incidente, el Carnival Freedom se sometió a un dique seco de emergencia en Gran Bahama para reparaciones, que incluyeron la eliminación de las alas dañadas del embudo.
En cuanto a la compensación, Carnival otorgó un crédito a bordo de 100 $ por camarote y un 50 por ciento de crédito de crucero futuro. Se eximieron las tarifas de estacionamiento adicionales en el estacionamiento de Puerto Cañaveral y Carnival cubriría las tarifas relacionadas con el cambio de vuelos hasta 200 $ por persona. El barco reanudó el servicio normal el 11 de junio de 2022, con el embudo alterado.